# Вале Сакете (Кјети)
Вале Сакете је насеље у Италији у округу Кјети, региону Абруцо.
Према процени из 2011. у насељу је живело 18 становника. Насеље се налази на надморској висини од 802 м.